# Haag (Hof)
Haag ist ein Gemeindeteil der kreisfreien Stadt Hof (Regierungsbezirk Oberfranken, Bayern). Haag liegt in der Gemarkung Wölbattendorf und gehört zum Stadtteil Osseck.

## Geografie
Die Einöde liegt am Rauhbach (im Unterlauf Otterbach genannt), einem linken Zufluss der Sächsischen Saale. Im Westen steigt das Gelände zur Kulm an, einer Erhebung der Frankenhöhe. Ein Anliegerweg führt zum Münsterviertel (0,7 km nordöstlich), ein Wirtschaftsweg führt nach Osseck (0,3 km nordwestlich).

## Geschichte
Von 1797 bis 1810 unterstand Haag dem Justiz- und Kammeramt Hof. Infolge des Ersten Gemeindeedikts wurde Haag dem 1812 gebildeten Steuerdistrikt Köditz und der zugleich entstandenen Ruralgemeinde Wölbattendorf zugewiesen. Am 1. Juli 1972 wurde Haag im Zuge der Gebietsreform in Bayern nach Hof eingemeindet.

### Einwohnerentwicklung
| Jahr      | 1819  | 1861  | 1871   | 1885   | 1900   | 1925   | 1950   | 1961   | 1970   | 1987  |
| Einwohner | *     | 8     | 9      | 8      | 10     | 10     | 7      | 4      | 8      | 5     |
| Häuser    |       |       |        | 1      | 1      | 1      | 1      | 1      |        | 1     |
| Quelle    | [ 5 ] | [ 9 ] | [ 10 ] | [ 11 ] | [ 12 ] | [ 13 ] | [ 14 ] | [ 15 ] | [ 16 ] | [ 1 ] |

## Religion
Haag ist evangelisch-lutherisch geprägt und bis heute nach St. Michaelis (Hof) gepfarrt.